# Schloss Fachsenfeld

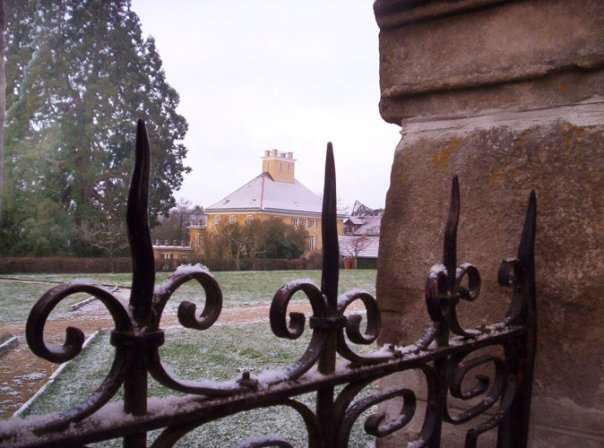
Schloss Fachsenfeld

Schloss Fachsenfeld ist ein im 16. Jahrhundert errichtetes Schloss im Aalener Stadtbezirk Fachsenfeld im Ostalbkreis.

## Geschichte
Seit Anfang des 15. Jahrhunderts sind die Freiherren von Woellwarth-Laubach als Besitzer von Fachsenfeld und dem heute zu Fachsenfeld gehörigen Ort Waiblingen überliefert. Georg Sigmund von Woellwarth ließ in Fachsenfeld 1540 ein größeres Gebäude, einen Bauernhof, errichten, den sein Sohn Hans Sigmund von Woellwarth zum Schloss ausbauen ließ.
Im Dreißigjährigen Krieg verlor Kaspar von Woellwarth das Schloss 1634 an den Hoch- und Deutschmeister Johann Kaspar von Stadion, erhielt es jedoch vier Jahre später wieder zurück. An Weihnachten 1699 brannte das Schloss aus. Anfang des 19. Jahrhunderts ging das Anwesen in den Besitz von Karl von Varnbüler über, der es 1827 an seinen Schwiegersohn Wilhelm von König-Warthausen verkaufte.
1828 entstand unter Wilhelm von König-Warthausen ein klassizistisches Landschloss, an welches 1839 noch ein Belvedere hinzugefügt wurde. Unter den König-Fachsenfeld entstand ebenfalls der heutige Park. Um 1900 wurde nach Plänen André Lamberts ein Ausbau der Bibliothek und der Galerie vorgenommen.
1982 gründete Freiherr Reinhard von Koenig-Fachsenfeld eine Stiftung zum Erhalt des Schlosses und des Parks. Heute beherbergt das Schloss die Sammlungen von Reinhard von Koenig-Fachsenfeld und ein Museum. Im Schloss sind drei alte Automobile ausgestellt. Eins davon ist ein Rennwagen auf Basis des DKW F 1 mit einer von Reinhard von Koenig-Fachsenfeld entworfenen aerodynamischen Karosserie für Rekordfahrten, der 2020 leihweise im Museum für sächsische Fahrzeuge im Chemnitz ausgestellt war.